# Wolfgang Hübener (Philosophiehistoriker)
Wolfgang Hübener (* 3. Mai 1934 in Schwerin; † 16. März 2007 in Hamburg) war ein deutscher Philosophiehistoriker.
Er studierte ab dem Wintersemester 1953/54 Germanistik, Philosophie und Psychologie
an der FU Berlin. 1960 wurde er mit der Dissertation Untersuchungen zur Denkart Martin Heideggers promoviert. Vom Wintersemester 1960/1 bis zum Wintersemester 1967/8 (laut Vorlesungsverzeichnis) unterrichtete er als Wissenschaftlicher Assistent am Seminar für Katholische Theologie der FU Berlin. Es folgte die Habilitation mit der Arbeit Studien zur Theorie der kognitiven Repräsentation in der mittelalterlichen Philosophie im Jahre 1969.
An der FU Berlin lehrte er Philosophie in den Bereichen der Systematischen Philosophie des Mittelalters und der frühen Neuzeit sowie der Hermeneutik am Institut für Philosophie (Wintersemester 1969/70 bis Wintersemester 1996/7).

## Schriften
- Untersuchungen zur Denkart Martin Heideggers. Berlin 1960.
- Studien zur Theorie der kognitiven Repräsentation in der mittelalterlichen Philosophie. Berlin 1969, ISBN 3-416-01563-0.
- (Hrsg.) Spiegel und Gleichnis. Festschrift für Jacob Taubes. Mit Norbert W. Bolz. Würzburg 1983, ISBN 3-884-79128-1.
- Zum Geist der Prämoderne. Würzburg 1985, ISBN 3-884-79165-6.